# Gustavo Núñez
Gustavo Núñez (San Pedro de Macorís, 8 de fevereiro de 1988) é um jogador de beisebol dominicano, que joga na posição de defensor interno (infielder).

## Carreira
Fujita compôs o elenco da Seleção Dominicana de Beisebol nos Jogos Olímpicos de Verão de 2020 em Tóquio, onde conquistou a medalha de bronze após derrotar a equipe sul-coreana na disputa pelo pódio.